# Csíkostorkú sziklafecske
A csíkostorkú sziklafecske (Petrochelidon fluvicola) a verébalakúak (Passeriformes) rendjébe, ezen belül a fecskefélék (Hirundinidae) családjába tartozó faj.

## Rendszerezése
A fajt Edward Blyth angol zoológus írta le 1855-ben, a Hirundo nembe Hirundo rufocollaris néven.

## Előfordulása
Dél-Ázsia területén honos. Az északi, hegyvidéki területekről a költést követően délebbre vonul, India és Banglades déli részeiről pedig északabbra vonul fészkelni.
Természetes élőhelyei a szubtrópusi és trópusi gyepek, tavak, folyók és patakok környékén, valamint legelők, szántóföldek és városi régiók.

## Megjelenése
Testhossza 12 centiméter, testtömege 8-12 gramm.

## Életmódja
Rovarokkal táplálkozik.

## Szaporodása
|  |

## Természetvédelmi helyzete
Az elterjedési területe rendkívül nagy, egyedszáma pedig növekszik. A Természetvédelmi Világszövetség Vörös listáján nem fenyegetett fajként szerepel.